# Burmagomphus vermicularis
Burmagomphus vermicularis – gatunek ważki z rodziny gadziogłówkowatych (Gomphidae).